# Archegonium
Een archegonium (meervoud: archegoniën) is een haploïde structuur of orgaan met een steriele buitenwand, dat vrouwelijke gameten produceert. Een archegonium wordt gevormd tijdens de gametofytfase bij embryophyta, zoals mossen, levermossen, hauwmossen en primitieve vaatplanten (varens, naaktzadigen zoals de palmvarens en de Japanse notenboom).
Een archegonium is meestal flesvormig met een steriele, eencellige buitenwand. In het buikgedeelte (verdikte gedeelte) zit een enkele centrale cel, die zich kort voor de rijping deelt in een eicel en een buikkanaalcel. Bij verschillende groepen van de Embryophyta is hierboven de hals met de halskanaalcellen die zich bij rijpheid kunnen oplossen, zodat er een doorgang ontstaat voor de spermatozoïden.
Bij een rijp archegonium zwellen de bovenste buitenwandcellen op, waardoor de cuticula stuk gaat en zo een kanaaltje ontstaat waardoor de antherozoïden of zaadcellen de eicel kunnen bevruchten. Het vergelijkbare vrouwelijke gametangium van schimmels, waterschimmels (Oomycota) en algen wordt een oögonium genoemd. Deze hebben geen steriele buitenwand.
Bij mossen spreekt men van gynoecium als de archegoniën bij elkaar staan geplaatst.

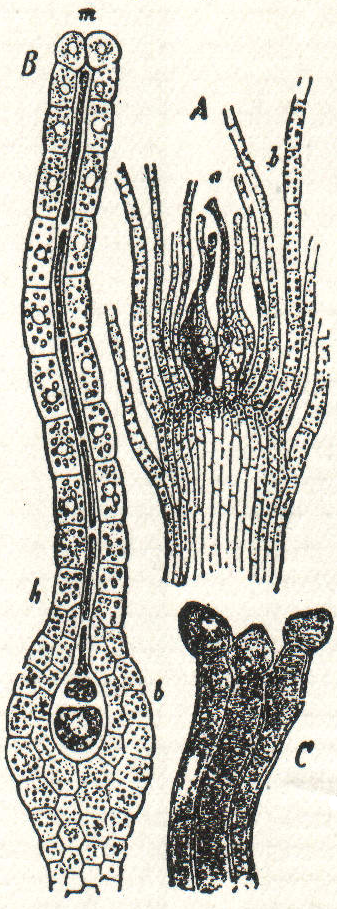
Archegonium van een mos.
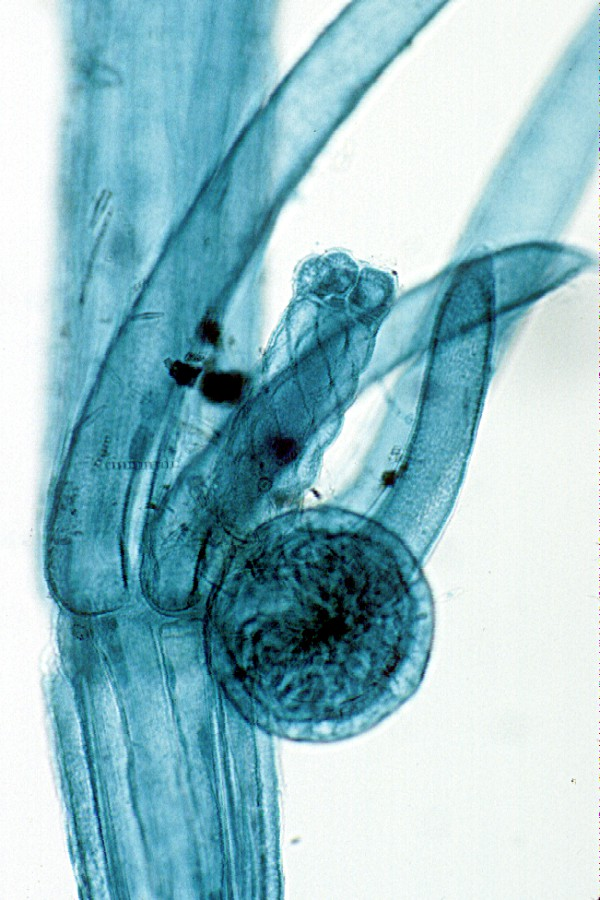
Antheridium en oögonium van een alg (Chara-soort)
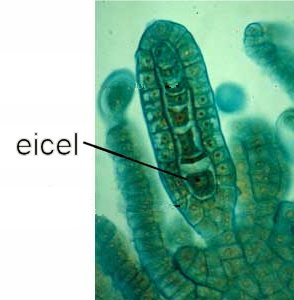
Archegonium van Porella, een levermos.
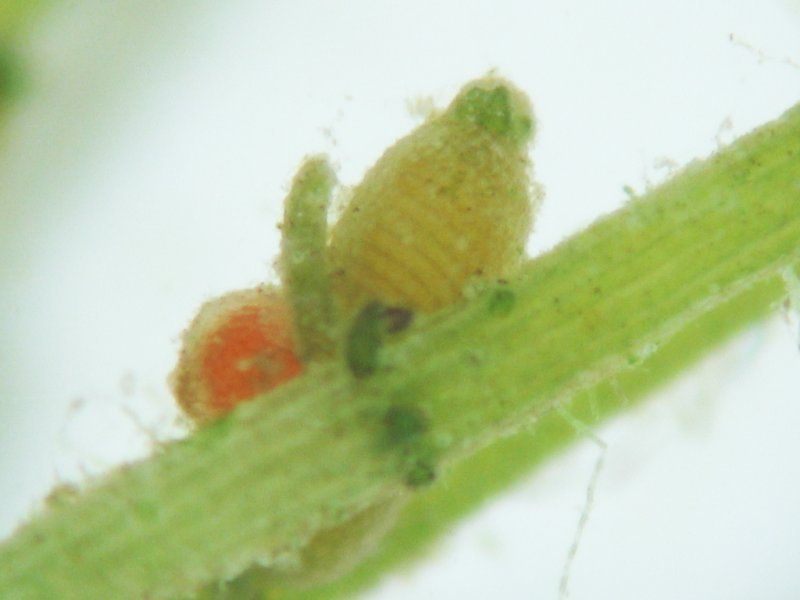
Antheridium (rood) en oögonium (rechts daarnaast) van de alg Chara contraria.